# 智利纖柱魚
智利纖柱魚（学名：Stemonosudis molesta）為輻鰭魚綱仙女魚目帆蜥魚亞目魣蜥魚科的一種，分布於西南太平洋紐西蘭及東南太平洋智利海域，體長可達14.6公分，棲息在表中層水域，生活習性不明。